# Philocaenus comptoni
Philocaenus comptoni är en stekelart som beskrevs av Van Noort 1994. Philocaenus comptoni ingår i släktet Philocaenus och familjen fikonsteklar.
Artens utbredningsområde är Kamerun. Inga underarter finns listade i Catalogue of Life.